# 主動式舵角控制器
主動式舵角控制器（英語：Active Yaw Control，縮寫成AYC）是日本三菱汽車開發、安裝於汽車底盤的差速器裝置，可將引擎扭力傳遞至抓地力最良好的車輪上。有別於傳統式的機械式限滑差速器（limited slip differentials），主動式舵角控制器是由電子裝置進行控制。

## 概要
主動式舵角控制器是由三菱汽車公司設計，首次使用是在三菱Lancer Evolution IV，之後配備於Evolution車系的每一代，以及第八代Galant VR-4和Legnum VR-4（後期款type-V除外）上。後期發展成為超級主動式舵角控制器（Super-Active Yaw Control），首次搭載於Evolution VIII發表，改用行星齒輪的設計可承受比前期型主動式舵角控制器承受更大扭力輸出。主動式舵角控制器及超級主動式舵角控制器也可在三菱汽車幾款基於Lancer Evo為基礎的概念車型上發現，像是CZ3 Tarmac、Tarmac Spyder、Montero Evolution、Concept-X。
主動式舵角控制器主要架構是由電腦進行對後差速裝置的控制，進行主動分配扭力滑差。運算基礎是由電腦接受的車輛縱向以及橫向重力加速度、轉向、煞車、節氣門開啟度等感知器回傳訊號。當有裝設ABS煞車系統時，ABS也列入運算參數之一。此系統作動是由兩個液壓控制的離合器控制扭力對個別傳動軸的輸出，達到主動式扭力分配的目的。此系統不應該被使用採用煞車控制特定車輪轉速來達到目的的車輛穩定系統混淆，譬如電子煞車分配（Electronic Brakeforce Distribution）系統，因為該系統是以車輛性能為目標，旨在提高過彎速度。

## 內部連結
- 四輪驅動
- 差速器
- S-AWC超能全時四輪控制系統

## 外部連結
- （日語）日本官方網站